# Michael Göring

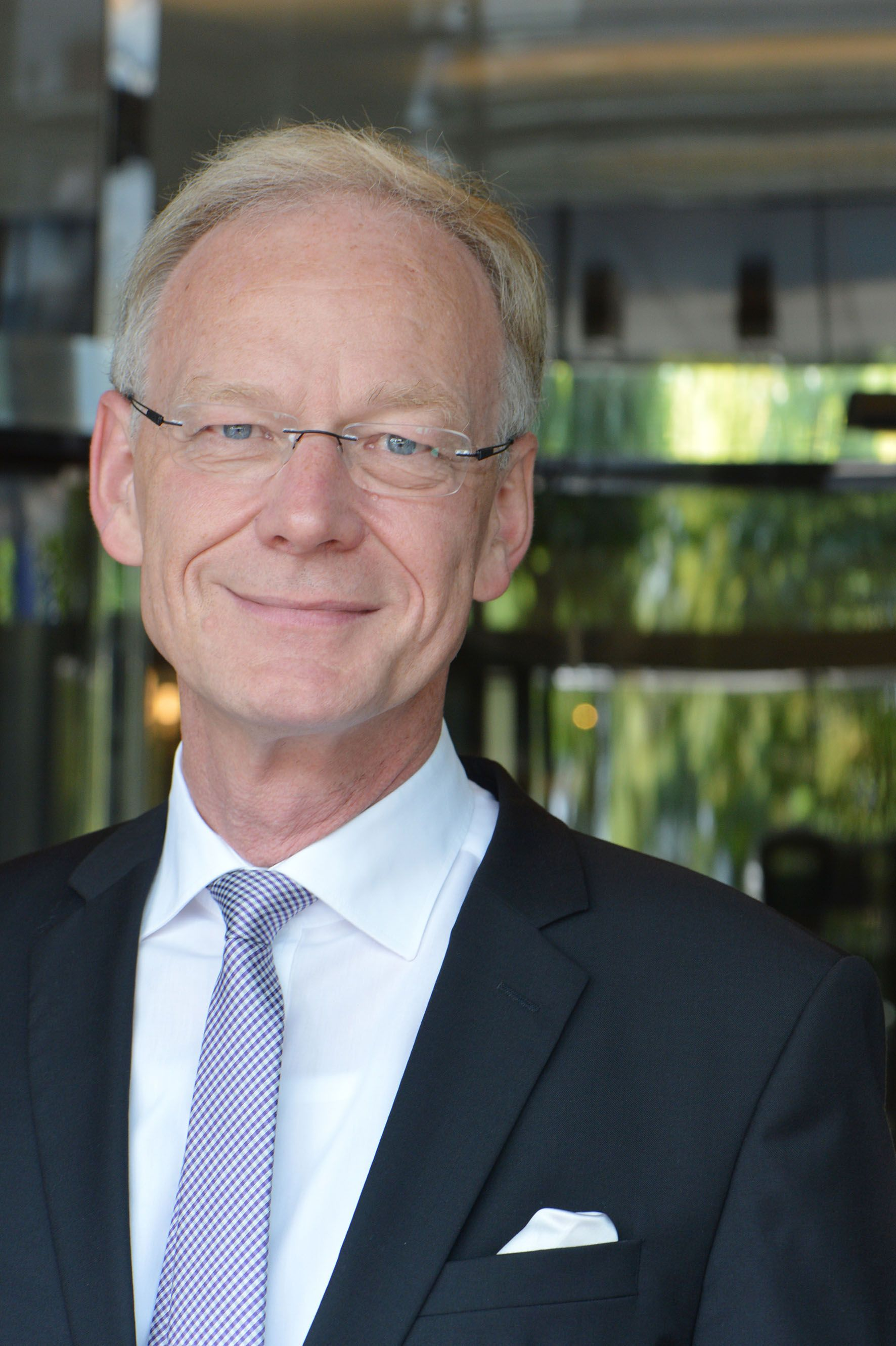
Michael Göring, 2013

Michael Göring (* 30. Juli 1956 in Lippstadt) ist ein deutscher Literaturwissenschaftler und Autor. Er war bis Ende 2021 Vorsitzender des Vorstands der ZEIT-Stiftung Ebelin und Gerd Bucerius. Von 2014 bis 2018 war er Vorstandsvorsitzender des Bundesverbandes Deutscher Stiftungen.

## Leben und Wirken
Göring wurde als Sohn von Heinz Otto und Marlies Göring in Lippstadt geboren und absolvierte dort 1975 sein Abitur.
Nach seinem Studium der Anglistik, Geographie (Schwerpunkt Wirtschaftsgeographie), Amerikanistik und Philosophie an den Universitäten Köln, Swansea (Großbritannien), Wayne State Detroit (USA) legte er 1983 sein Staatsexamen in München ab. Dort promovierte der Stipendiat der Studienstiftung des deutschen Volkes 1986 im Fach englische Literaturwissenschaften mit der Dissertation Melodrama heute, die Adaption melodramatischer Elemente und Strukturen im Werk von John Arden und Arden/D'Arcy.
Nach seinen universitären Diensten als Akademischer Rat an der Ludwig-Maximilians-Universität München wechselte Michael Göring 1988 zur Studienstiftung des deutschen Volkes nach Bonn. Ab 1993 war er Leiter der Förderabteilung der Alfried Krupp von Bohlen und Halbach-Stiftung in Essen. Seit 1997 leitete Michael Göring zunächst als geschäftsführendes Mitglied des Vorstands, ab 2005 als Vorsitzender des Vorstands die ZEIT-Stiftung Ebelin und Gerd Bucerius (heute ZEIT-STIFTUNG BUCERIUS) in Hamburg. Er war bis zu seinem altersbedingten Ausscheiden Ende 2021 zugleich Vorsitzender des Aufsichtsrates der von der ZEIT-Stiftung gegründeten Bucerius Law School und Vorsitzender des Kuratoriums des Bucerius Kunst Forums.
Seit 2001 lehrt er als Honorarprofessor das Fach Stiftungswesen am Institut für Kultur- und Medienmanagement der Hochschule für Musik und Theater in Hamburg.
Michael Göring erhielt 2006 das Bundesverdienstkreuz 1. Klasse der Bundesrepublik Deutschland für seine Verdienste in der Stiftungsarbeit. 2019 wurde Göring für seine Arbeiten auf dem Gebiet der Geisteswissenschaften, des Stiftungswesens und als Romanautor mit dem Dr.-Günther-Buch-Preis 2019 ausgezeichnet.
Im Bundesverband Deutscher Stiftungen war Göring seit dem 1. Juli 2008 Vorstandsmitglied, ab dem 1. Juni 2011 stellvertretender Vorstandsvorsitzender und vom 22. Mai 2014 bis 17. Mai 2018 Vorsitzender des Vorstands. Von 2008 bis 2023 war er Vizepräsident des Hamburger Überseeclubs und bis 2021 stellvertretender Vorsitzender des Beirates Hamburg der Deutschen Bank. Göring ist weiterhin im Kuratorium der Hamburger Sparkasse und in den Stiftungsräten der Hiege-Stiftung – deutsche Hautkrebsstiftung, der Lenz-Stiftung, der Stiftung F.C.Gundlach und ähnlicher gemeinnütziger Einrichtungen tätig. Zum 1. März 2024 wurde er zum Mitglied des Stiftungsrates der Europa Universität Viadrina in Frankfurt (Oder) bestellt.
Im September 2011 erschien sein Roman Der Seiltänzer, im September 2013 der Roman Vor der Wand, im Februar 2016 Spiegelberg – Roman einer Generation, im Herbst 2018 der Roman Hotel Dellbrück. 2021 folgte mit Dresden – Roman einer Familie der fünfte Roman.
Göring ist verheiratet und hat zwei erwachsene Kinder.
Göring gehört zu den Initiatoren der Charta der Digitalen Grundrechte der Europäischen Union, die Ende November 2016 veröffentlicht wurde.

## Schriften (Auswahl)

### Sachbuch
- Melodrama heute. Die Adaption melodramatischer Elemente und Strukturen im Werk von John Arden und Arden-d'Arcy. In: Münchner Studien zur neueren englischen Literatur. Band 2. Grüner, Amsterdam 1986, ISBN 90-6032-286-X (Dissertation).
- In Hamburg stiften gehen. Spaziergänge durch Deutschlands Stiftungshauptstadt. Unter Mitarbeit von Sascha Suhrke. Ellert & Richter, Hamburg 2007, ISBN 3-8319-0292-5.
- Unternehmen Stiftung. Stiften mit Herz und Verstand. 2. Auflage. Hanser, München 2010, ISBN 978-3-446-42180-6.

### Belletristik
- Der Seiltänzer. Hoffmann und Campe, Hamburg 2011, ISBN 978-3-455-40099-1.
- Vor der Wand. Osburg Verlag, Hamburg 2013, ISBN 978-3-95510-023-0.
- Spiegelberg – Roman einer Generation. Osburg Verlag, Hamburg 2016, ISBN 978-3-95510-104-6.
- Hotel Dellbrück. Osburg Verlag, Hamburg 2018, ISBN 978-3-95510-165-7.
- Dresden. Roman einer Familie. Osburg Verlag, Hamburg 2021, ISBN 978-3-95510-243-2.
- Algund. Osburg  2025.

## Auszeichnungen
- 2006: Bundesverdienstkreuz 1. Klasse
- 2019: Dr.-Günther-Buch-Preis für Geisteswissenschaften